# Essex Senior Football League
Essex Senior Football League är en engelsk fotbollsliga, grundad 1971. Den täcker Essex och Södra London och är en matarliga till Isthmian League. Den ligger på nivå 9 i det engelska ligasystemet.  
2006 pratade the Football Association med Essex League och Kent League. FA sade till dem att fundera över en framtida sammanslagning av de två ligorna.  

## Mästare
| År      | Mästare             |
| ------- | ------------------- |
| 1971-72 | Witham Town         |
| 1972-73 | Billericay Town     |
| 1973-74 | Saffron Walden Town |
| 1974-75 | Billericay Town     |
| 1975-76 | Billericay Town     |
| 1976-77 | Basildon United     |
| 1977-78 | Basildon United     |
| 1978-79 | Basildon United     |
| 1979-80 | Basildon United     |
| 1980-81 | Bowers United       |
| 1981-82 | Heybridge Swifts    |
| 1982-83 | Heybridge Swifts    |
| 1983-84 | Heybridge Swifts    |
| 1984-85 | Maldon Town         |
| 1985-86 | Witham Town         |

| År        | Mästare               |
| --------- | --------------------- |
| 1986-87   | Canvey Island         |
| 1987-88   | Purfleet              |
| 1988-89   | Brightlingsea United  |
| 1989-90   | Brightlingsea United  |
| 1990-91   | Southend Manor        |
| 1991-92   | Ford United           |
| 1992-93   | Canvey Island         |
| 1993-94   | Basildon United       |
| 1994-95   | Great Wakering Rovers |
| 1995-96   | Romford               |
| 1996-97   | Ford United           |
| 1997-98   | Concord Rangers       |
| 1998-99   | Bowers United         |
| 1999-2000 | Saffron Walden Town   |
| 2000-01   | Brentwood             |

| År      | Mästare               |
| ------- | --------------------- |
| 2001-02 | Leyton                |
| 2002-03 | Enfield Town          |
| 2003-04 | Concord Rangers       |
| 2004-05 | Enfield Town          |
| 2005-06 | AFC Hornchurch        |
| 2006-07 | Brentwood Town        |
| 2007-08 | Concord Rangers       |
| 2008-09 | Romford               |
| 2009-10 | Stansted              |
| 2010-11 | Enfield               |
| 2011-12 | Witham Town           |
| 2012-13 | Barkingside           |
| 2013-14 | Great Wakering Rovers |
| 2014-15 | Haringey Borough      |
| 2015-16 | Bowers & Pitsea       |

| År      | Mästare               |
| ------- | --------------------- |
| 2016-17 | Barking               |
| 2017-18 | Great Wakering Rovers |
| 2018-19 |                       |